# Peter Eastgate
Peter Eastgate (Odense, 13 dicembre 1985) è un giocatore di poker danese.
Eastgate è cresciuto a Dalum, un sobborgo di Odense, in Danimarca. In seguito ha frequentato l'Università di Aarhus per studiare economia, ma ha lasciato presto gli studi per giocare a poker a tempo pieno.
Il suo primo risultato significativo è stato il piazzamento all'EPT di Copenaghen e il tavolo finale del Irish Poker Open 2007.
Al 2010 è il secondo più giovane giocatore ad aver vinto il Main Event delle World Series of Poker, preceduto da Joe Cada: dopo il testa a testa con Ivan Demidov ha vinto 9.152.416$ e il titolo di campione del mondo 2008. Vincendo il Main Event a 22 anni, ha strappato il primato di giocatore più giovane a vincere il torneo stesso a Phil Hellmuth (che all'epoca aveva 24 anni). Nell'ottobre 2010 ha raggiunto il primo tavolo finale EPT, chiudendo al secondo posto dietro Aaron Gustavson la tappa di Londra e vincendo la cifra di 530.000£. Ha poi raggiunto un altro tavolo finale EPT a Deauville, chiudendo ottavo e vincendo 70.000€.
Si calcola abbia vinto in tornei live circa 11 milioni di dollari.
Dopo una pausa dal gioco nel 2010, Eastgate ha annunciato il ritorno ai tavoli nel febbraio 2011.